# Bildroman
Bildroman är en kombination av prosaberättelse och bildkonst. Ofta är den resultatet av ett samarbete mellan en författare och en bildkonstnär. Filip Rojas Rosenqvist, Nanna Johansson, Nina Hemmingsson, Sara Lundberg, författarparet Anna Sundström Lindmark/Elisabeth Widmark och duon Helena Öberg/Kristin Lidström sägs ofta arbeta med denna uttrycksform, som gränsar till serieromanen men inte i strikt mening är en tecknad serie.
Bildromanen används ofta som en genre inom vuxenlitteraturen. Den skiljer sig då från bilderboken, som är en genre som oftast är tydligt kopplad till barnlitteratur. Ovannämnda Öbergs och Lidströms omskrivna bildroman Kattvinden (2017) sägs främst vara riktad mot 12–15-åringar, medan Sara Lundbergs Augustprisbelönade Fågeln i mig flyger vart den vill både omskrivits som bilderbok och som bildroman.